# Guido Caprino
Guido Caprino (Taormina, 3 januari 1974) is een Italiaans acteur.
Caprino studeerde af als tandtechnicus in Messina. Hij verhuisde naar Milaan en werd daar fotomodel. Hij volgde acteurcursussen en kreeg zijn eerste rollen in het theater en op televisie vanaf 2005. Zijn doorbraak kwam met de hoofdrol in de RAI-televisieserie Il commissario Manara die van 2009 tot 2011 liep. Sindsdien speelde hij onder meer in de televisieseries 1992 en Medici en in de langspeelfilm Fai bei sogni.
- Gemeinsame Normdatei: 1178079880
- International Standard Name Identifier: 0000 0000 4688 3524
- Library of Congress Control Number: no2008177984
- Nationale Bibliotheek van Israël: 987007330055205171
- Nederlandse Thesaurus van Auteursnamen: 398817715
- Istituto Centrale per il Catalogo Unico: CAGV509052
- Système universitaire de documentation: 193983796
- Virtual International Authority File: 53978931
- WorldCat: E39PBJvxxYcp4GqqRh76RDkv73